# Udvardy Tibor
Udvardy Tibor (Budapest, 1914. szeptember 4. – Balatonboglár, 1981. július 16.) Liszt Ferenc-díjas magyar operaénekes (tenor).

## Életpályája
Kőbányán született Udvardy Lajos géplakatos-segéd és Brizek Olga Róza első gyermekeként. Tanulmányait 1939-ben végezte a Liszt Ferenc Zeneművészti Főiskolán Molnár Imre növendékeként. 1939-ben mutatkozott be az Operaházban a Hunyadi László címszerepében. Évekig mint ösztöndíjas a Belvárosi Plébániatemplom szólistája volt. Oratóriuménekesként is elismerték. A lírai tenorszerepektől egészen a drámai karakter hőstenoralakokig terjedt szerepköre. Vendégszerepelt Európa és az Amerikai Egyesült Államok számos operaszínpadán.

## Szerepei

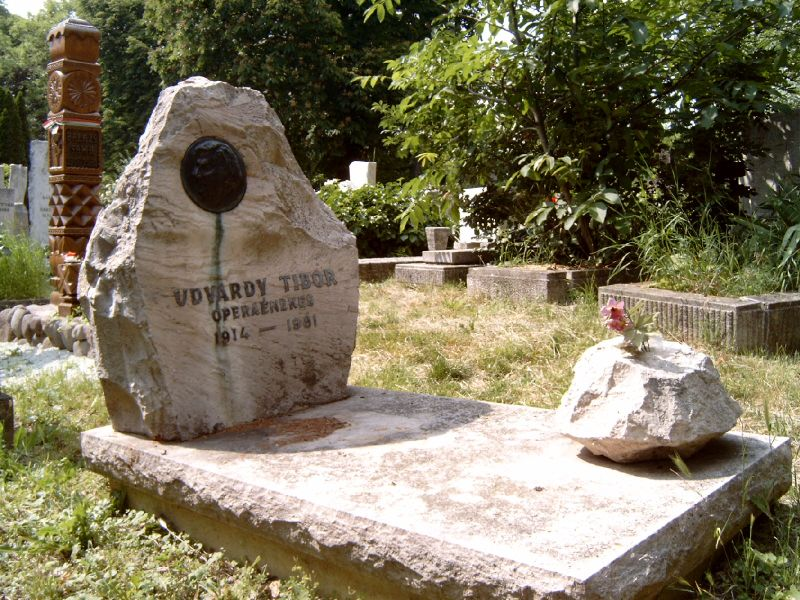
Udvardy Tibor sírja Budapesten. Farkasréti temető: 25-6-68

- Berté Henrik: Három a kislány – Schubert
- Georges Bizet: Carmen – Don José
- Benjamin Britten: Peter Grimes – címszerep
- Pjotr Iljics Csajkovszkij: Anyegin – Lenszkij
- Pjotr Iljics Csajkovszkij: A pikk dáma – Hermann
- Erkel Ferenc: Hunyadi László – címszerep
- Erkel Ferenc: Bánk bán – Ottó
- Charles Gounod: Faust – címszerep
- Leoš Janáček: Katyja Kabanova – Tyihon
- Kadosa Pál: Huszti kaland – Farkas Tamás
- Kodály Zoltán: Székely fonó – A legény
- Lehár Ferenc: A víg özvegy – Daniló
- Lehár Ferenc: Garabonciás – Józsi
- Ruggero Leoncavallo: Bajazzók – Canio; Beppo
- Stanisław Moniuszko: Halka – Jontek
- Modeszt Petrovics Muszorgszkij: Borisz Godunov – Sujszkij
- Petrovics Emil: C’est la guerre – Vizavi
- Polgár Tibor: A kérők – Gyuri
- Giacomo Puccini: A köpeny – Henri
- Giacomo Puccini: Tosca – Mario Cavaradossi
- Giacomo Puccini: Pillangókisasszony – B. F. Pinkerton; Yamadori herceg
- Giacomo Puccini: A Nyugat lánya – Ramerrez
- Giacomo Puccini: Turandot – Pong
- Ránki György: Pomádé király új ruhája – Jani
- Ránki György: Az ember tragédiája – Lucifer
- Ottorino Respighi: A láng – Donello
- Dmitrij Dmitrijevics Sosztakovics: Katyerina Izmajlova – Zinovij Boriszovics Izmajlov
- Johann Strauss d. S.: A denevér – Eisenstein
- Johann Strauss d. S.: A cigánybáró – Gábor diák
- Richard Strauss: Salome – Heródes; Narraboth
- Eugen Suchoň: Örvény – Ondrej
- Giuseppe Verdi: La Traviata – Alfred Germont
- Richard Wagner: Tannhäuser... – Walter
- Richard Wagner: Lohengrin – címszerep
- Richard Wagner: Trisztán és Izolda – Melot
- Richard Wagner: A Rajna kincse – Loge; Froh
- Richard Wagner: A walkür – Siegmund
- Richard Wagner: Siegfried – címszerep
- Riccardo Zandonai: A veronai szerelmesek – Romeo

## Díjai, elismerései
- Liszt Ferenc-díj (1952)
- Érdemes művész (1955)
- Kiváló művész (1973)
- a Magyar Állami Operaház örökös tagja (1991)